# David Carretta
David Carretta est un musicien français de musique électronique.

## Biographie
Né à Marseille, David Carretta passe son adolescence à Hiis à côté de Tarbes.
Il s'intéresse alors au hard rock, au punk ou encore à la new wave.
Plus tard, il découvre le synthétiseur Ensoniq Mirage. L'achat d'autres machines suivra dont un Roland S-550.
C'est à cette période, au début des années 1990, qu'il forme le groupe Art Kinder Industrie avec deux autres membres. Officiant aux synthés, Carretta développe son style caractéristique avec un  Korg MS-10, MS-20 et un Sequential Circuits Pro-One.
Le groupe disparaît après quelques concerts à Tarbes et Marseille.
Il utilise le pseudonyme Calyptol Inhalant lorsqu'il sort son premier maxi L.S.D. / You Can sur le label de Sven Väth, Harthouse, en 1994. Il est le premier artiste à signer sur le label de DJ Hell, International Deejay Gigolo, au travers du maxi  Boing Bum Tschag / Innerwood en 1996.
Ces sorties lanceront sa carrière et il donne des concerts en Amérique du Sud, au Japon ou Australie.
En 2007, il s'établit dans l'Ariège et se consacre à sa famille plutôt qu'à sa carrière musicale.

## Discographie

### Remixes
Electrosexual - Tempelhof - David Carretta Remix - Rock Machine Records 2014

### Collaborations
- 2017 - Avec Arnaud Rebotini : Classico (EP)